# مسترجسة ألبية
مسترجسة ألبية (الاسم العلمي: Sordaria alpina) هي نوع من الفطريات تتبع جنس المسترجسة من الفصيلة المسترجسية.